# Vladislav Ivanov (cầu thủ bóng đá, sinh 1990)
Vladislav Ivanov là một cầu thủ bóng đá đến từ Moldova thi đấu cho Krumkachy Minsk. Anh cũng là thành viên của Đội tuyển bóng đá quốc gia Moldova từ năm 2013.

## Sự nghiệp
Năm 2016 anh thi đấu cho Sheriff Tiraspol.